# Bark Psychosis
Bark Psychosis — британський рок-гурт, утворений 1986 року у Лондоні у складі: Ґрем Саттон, Денієл Ґіш, Джон Лінґ і Марк Сімнетт. Хоча записали та видали вони небагато, Bark Psychosis стали одним з найбільш новаторських колективів свого часу. Від гурту, що виконував переспіви з репертуару Napalm Death, вони еволюціонували спочатку у бік похмурого інді-попу, а згодом виробили неповторний стиль напруженої атмосферної гітарної музики, що її музичні критики охарактеризовано як пост-рок.

## Історія гурту
Bark Psychosis виникли 1986 року, коли члени гурту ще ходили до школи. За три роки видали перший синґл «All Different Things», наступного року — «Nothing Feels», що став першою демонстрацією построкового стилю Bark Psychosis. EP «Scum» став своєрідною кульмінацією цього першого етапу творчості: 21-хвилинний імпровізаційний ембійєнт-нойз-шедевр, записаний наживо в одній з лондонських церков.
Рік пішов на запис дебютного альбому, що вийшов 1994 року, отримавши назву «Hex». Платівка — від першого номера «The Loom», що розпочинається як своєрідна соната для фортепіано та розгортається у поліритмічній фанк і лаунж-джаз, до останнього «Pendulum Man», синтезаторного амбійєнту, — утворювала акустичну цілісність, що попри постійні зміни у настрої ніколи не втрачає щільності фактури та демонструє витонченість аранжування. Коли у березні 1994 року британський музичний критик Саймон Рейнолдс рецензував альбом для журналу Mojo, щоб описати підхід гурту до музики, він вжив термін «пост-рок». Хоча це був не перший випадок застосування цього терміну, саме у зв'язку з Bark Psychosis поняття пост-року ввійшло в широкий ужиток. Хоча «Hex» не спіткав комерційний успіх, він зберігає репутацію одного з головних альбомів жанру. Після виходу платівки планувався тур на її підтримку, але він не відбувся, тому що після завершення запису «Hex» гурт фактично розпався.
1999 року Ґрем Саттон почав працювати над новим альбомом Bark Psychosis разом із запрошеними музикантами, такими як Колін Бредні, гітарист Dual, і Лі Герріс, колишній барабанщик Talk Talk. Альбом «///Codename: Dustsucker» вийшов 2004 року. Як і попередній повнометражний твір, «///Codename: Dustsucker» був динамічним й атмосферним, містив більше гри зі стилями від гітарної психоделії і нойзу до кул-джазу.

## Дискоґрафія
- Scum (12"/CD, 3rd Stone, 1992)
- Manman (12"/CD, 3rd Stone, 1992)
- Blue (12"/CD, Circa, 1994)
- Hex (LP/CS/CD, Circa, 1994)
- Independency (CD, 3rd Stone, 1994) Збірка записів 1989–1992 рр., виданих раніше на сінґлах й EP.
- Game Over (CD, 3rd Stone, 1997) Збірка.
- Replay (CD, 3rd Stone, 2004) Збірка.
- Codename: Dustsucker (LP/CD, Fire, 2004)
- 400 Winters (EP/CD, Fire, 2005)